# Dongzhu (köpinghuvudort i Kina, Jiangsu Sheng, lat 31,33, long 120,40)
Dongzhu (kinesiska: 东渚, 东渚镇) är en köpinghuvudort i Kina. Den ligger i provinsen Jiangsu, i den östra delen av landet, omkring 170 kilometer sydost om provinshuvudstaden Nanjing. Antalet invånare är 33 330. Befolkningen består av 16 658 kvinnor och 16 672 män. Barn under 15 år utgör 11,0 %, vuxna 15-64 år 76 %, och äldre över 65 år 12,0 %.
Runt Dongzhu är det tätbefolkat, med 636 invånare per kvadratkilometer. Närmaste större samhälle är Suzhou, 18,7 km öster om Dongzhu. Trakten runt Dongzhu består till största delen av jordbruksmark.
Genomsnittlig årsnederbörd är 1 613 millimeter. Den regnigaste månaden är augusti, med i genomsnitt 234 mm nederbörd, och den torraste är januari, med 55 mm nederbörd.